# Волгапіно
Волга́піно (рос. Волгапино, ерз. Валгапеле) — село у складі Ковилкінського району Мордовії, Росія. Входить до складу Ізосимовського сільського поселення.
Населення — 395 осіб (2010; 471 у 2002).
Національний склад станом на 2002 рік:
- мордва — 87 %